# Giuseppe Zais

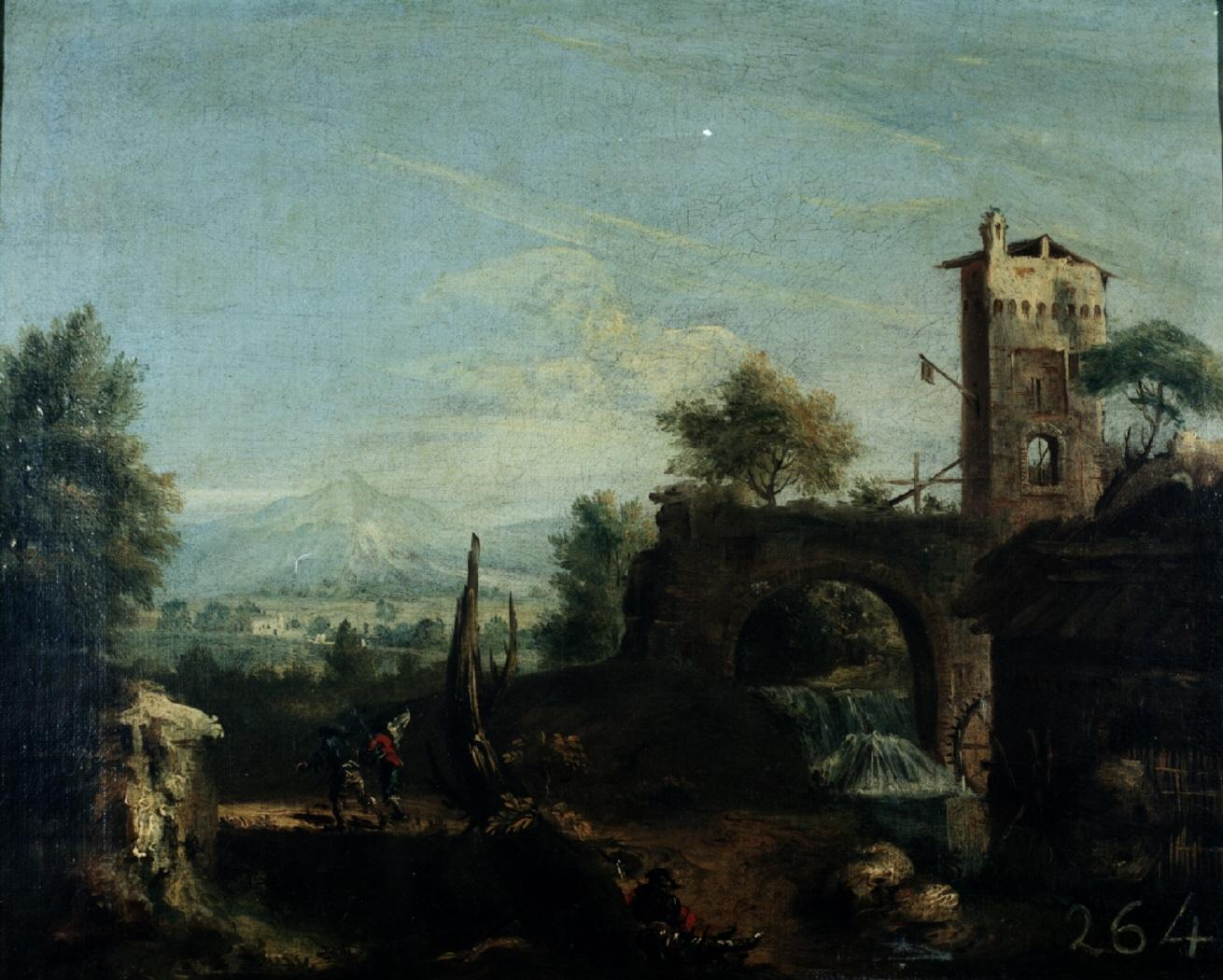
Paisaje con molino, óleo sobre lienzo, 38 x 47 cm, Madrid, Museo Lázaro Galdiano.

Giuseppe Zais [dʒuˈzɛppe dzais] (Forno di Canale, 1709-Treviso, 1784) fue un pintor italiano especializado en paisajes.
Pintor bellunés de estilo rococó, se formó inicialmente en su ciudad natal, donde pudo recibir la influencia de Marco Ricci antes de trasladarse a Venecia. Aquí fue discípulo y seguidor de Francesco Zuccarelli y pupilo de Joseph Smith, cónsul británico y mecenas de jóvenes artistas. Destacó como uno de los máximos representantes de la escuela arcádica, dedicada a la pintura de plácidos paisajes pastoriles con ruinas, y en 1774 ingresó en la Academia de pintura veneciana, pero incapaz de mantener la dignidad del arte y la suya propia, según afirmaba el abate Lanzi, diez años después, habiéndose dado a la negligencia y la disipación, murió como un mendigo en el hospital de Treviso.